# 勝部領樹
勝部 領樹（かつべ りょうじゅ、1931年〈昭和6年〉3月30日 - 2018年〈平成30年〉12月18日）は、日本の放送記者、ニュースキャスター。NHKで活動した。

## 来歴・人物
島根県佐田町出身。青山学院大学文学部英米文学科を卒業後、NHKに入局。故郷に近い松江放送局が初任地であった。以後、社会部の記者として活動。
1966年に旅客機墜落事故が連続して発生した当時は、NHK本局の社会部キャップを務めており、勝部の下で遊軍記者だった柳田邦男がこれらの事故を題材にして刊行した『マッハの恐怖』には、当時の勝部が登場している。
1977年、磯村尚徳の後任として2代目の「ニュースセンター9時」キャスター（末常尚志と競演）となり、2年間務めた。
キャスター退任後は「NHK特集」リポーターなどを務め、1979年の南極・昭和基地からの世界初のテレビ中継では、取材団長として現地リポートも担当した。
1988年、NHKを定年退職。NHKエンタープライズに移籍し、当初はキャスター、後には同社の顧問となり、2001年まで務めた。
2018年12月18日、誤嚥性肺炎のため死去。87歳没。

## 共著
- 川竹和夫、松本裕人『南の隣国台湾・フィリピン』日本放送出版協会〈NHK海外シリーズ〉、1965年8月。NDLJP:2985129。
- NHK取材班共著『原子力 秘められた巨大技術』日本放送出版協会、1982年11月。ISBN 978-4140082898。
- NHK日本プロジェクト取材班共著『食糧・国家の選択 世界の中の日本 NHK特集=緊急リポート』日本放送出版協会 1988年5月。ISBN 978-4140085851。